# Mount Hughes
Mount Hughes ist ein 2250 m hoher Berg in der antarktischen Ross Dependency. Er ragt auf halbem Weg zwischen Mount Longhurst und dem Gebirgskamm Tentacle Ridge in den Cook Mountains auf.
Entdeckt wurde er von Teilnehmern der Discovery-Expedition (1901–1904) unter der Leitung des britischen Polarforschers Robert Falcon Scott. Benannt ist er nach James Ford Hughes (1858–1914), Ehrensekretär der Royal Geographical Society, der bei der Vorbereitung der Expedition half.